# マーク・アタナシオ

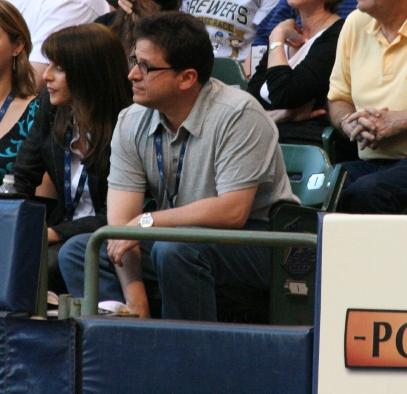

マーク・L・アタナシオ（Mark L. Attanasio, 1957年9月29日 - ）は、アメリカ合衆国の実業家。MLBのミルウォーキー・ブルワーズのオーナーを務める。
弟のポール・アタナシオは脚本家・プロデューサーである。

## 経歴
ニューヨーク州ニューヨーク市ブロンクス区生まれでニュージャージー州テナフライ育ち。ブラウン大学で教養学士、コロンビア大学で法務博士を取得している。
その後、西海岸を中心に事業を行う投資信託会社「トラスト・カンパニー・オブ・ザ・ウエスト」の社長となった。
2004年9月27日、ミルウォーキー・ブルワーズの新オーナーとなることが報じられ、翌2005年1月のオーナー会議で正式承認された。